# Udine (stacja kolejowa)
Udine (włoski: Stazione di Udine) – stacja kolejowa w Udine, największa i najważniejsza w regionie Friuli-Wenecja Julijska, we Włoszech. Znajdują się tu 4 perony. Ze stacji można udać się bezpośrednim połączeniem do większych miast włoskich, większość pociągów zatrzymuje się na dworcu kolejowym w Mestre (lądowa część Wenecji). Są również bezpośrednie połączenia do Wiednia i Lublany. Codziennie odjeżdżają stąd co 30 minut pociągi do Wenecji oraz do Triestu. Należy do projektu Centostazioni i obsługuje 7,6 mln pasażerów rocznie.

## Połączenia
Połączenia dalekobieżne:
- EuroStar Alta Velocità FrecciArgento do Bolonii, Florencji, Rzymu
- EuroStar City FrecciaBianca pdo Mediolanu
- InterCityNotte do Bolonii, Florencji, Rzymu, Neapolu
- EuroNight do Salzburga, Wiednia
- EuroNight (okresowo) do Wiednia i do Bolonii, Florencji, Rzymu